# إشارة تصدير نووي
تمثل إشارة التصدير النووي تسلسلاً قصيراً للأحماض الأمينية، والمكونة من أربعة بقايا أو فضلاتٍ رهابيةٍ للماء في البروتين، والتي تستهدفها من أجل تصديرها أو إخراجها من نواة الخلية إلى السيتوبلازم عبر مركب المسام النووية (بالإنجليزية: nuclear pore)‏. ومن ثم، فإن لها تأثيراً معاكساً لإشارة التمركز النووي (بالإنجليزية: nuclear localization signal)‏، والذي يستهدف البروتين المتواجد في السيتوبلازم ليقوم بتوريده أو نقله إلى النواة. ويتم تحديد وتصميم إشارة التصدير النووي بواسطة exportins. حيث وُجِدَ في تحليل السيليكا لإشارات التصدير النووي أن أكثر تباعدٍ شيوعاً للبقايا الرهابية للماء هي LxxxLxxLxL، حيث تشير "L" إلى أحد البقايا رهابية الماء، والتي غالباً ما تكون (اللوسين) و"x" تشير إلى أي صورةٍ أخرى للأحماض الأمينية؛ هذا ويمكن شرح وتوضيح تباعد البقايا رهابية الماء تلك عبر اختبار وفحص الهياكل المعروفة التي تحتوي على إشارة تصدير نووي، حيث أن البقايا الحرجة تظل راكدة في نفس وجه الهياكل الثانوية المتجاورة داخل البروتين، والتي تسمح لهم بالتفاعل مع الإكسبورتين (بالإنجليزية:  exportin)‏. وتتركب بالأحماض الريبية النووية (RNA) من النيوكلوتيدات، ومن ثم، تفتقر إلى إشارة التصدير النووي للخروج من النواة. نتيجةً لذلك، ترتبط معظم أشكال الحمض الريبي النووي RNA بجزيء البروتين لتكوين مركب ribonucleoprotein ليتم إخراجها أو تصديرها من النواة.
وتبدأ عملية التصدير النووي أولاً بارتباط Ran-GTP (بروتين ج) بالإكسبورتين. مما يسفر عن تغيير الشكل في exportin، مما يزيد من تقاربها بتصدير حمولات البضائع. حيث أنه بمجرد ترابط الحمولة، يخرج مركَّب حمولة Ran-exportin من نواة الخلية عبر المسام النووية. كما تقوم بروتينات تفعيل GTPase (بالإنجليزية: GTPase activating protein)‏ بعد ذلك بتمييه (إحلال بالماء) مركب Ran-GTP إلى مركب Ran-GDP، مما يسفر عن فقدان جزيء الإكسبورتين لصلته أو تشابهه مع الحمولة النووية كذلك، ما يؤدي إلى انهيار المركب في النهاية. إلا أن يعاد تدوير كلٍ من الإكسبورتين وRan-GD، كلاً على حدةٍ، إلى نواة الخلية مرةً أخرى، كما أن معامل تبادل الغوانين (بالإنجليزية: guanine exchange factor)‏ في نواة الخلية يُحَوِّلُ GDP لـ GTP على Ran.